# パリ条約 (1626年)
パリ条約（パリじょうやく、英語: Treaty of Paris）は1626年2月5日、フランス王ルイ13世とユグノーの間で締結された条約。条約は第二次ユグノー反乱の勃発とレ島占領の後に締結された。
ルイ13世とラ・ロシェル市民の間で締結されたこの条約では、宗教の自由は引き続き保障されるが、ラ・ロシェルによる艦隊保有の禁止、タスドン要塞（Tasdon）の破壊が定められ、その代わり国王軍が支配する市の西にあるルイ砦は「速やかに」破壊されるとした。